# SMS V 151
V 151 – niemiecki niszczyciel z okresu I wojny światowej. Druga jednostka typu V 150. Po wojnie przeklasyfikowana na torpedowiec. W czasie II wojny światowej okręt pomocniczy. W 1945 roku przejęty przez USA. Złomowany w 1949 roku.